# Ptychococcus
Ptychococcus ist eine Pflanzengattung innerhalb der Familie der Palmengewächse (Arecaceae). Die nur mehr zwei Arten kommen auf Neuguinea und in Papuasien vor.

## Beschreibung und Ökologie

### Habitus
Ptychococcus-Arten sind mittelgroße, einzelstämmige Palmen. Sie sind unbewehrt. Der Stamm ist aufrecht und eher schlank, hat eine bräunlich-graue Oberfläche und ist mit deutlichen Blattnarben versehen. Die äußere Rinde des Stammes ist sehr dicht und ist von schwärzlichen Fasern durchzogen. Die Stämme erreichen Wuchshöhen von bis 26 Metern bei einem Durchmesser von 25 Zentimetern. Junge Pflanzenexemplare in Botanischen Gärten haben bei Wuchshöhen von 3 bis 4 Metern erst einen Durchmesser von 6 bis 7 Zentimetern. Das ist ungewöhnlich bei Palmen, die ansonsten kein sekundäres Dickenwachstum zeigen. Bei Ptychococcus wird vermutet, dass ein diffuses sekundäres Dickenwachstum zur Verdickung älterer Exemplare führt.

### Blätter
Adulte Pflanzenexemplare tragen meist sechs bis 13 spiralig angeordnete Blätter. Die Spreiten sind fiederig unterteilt. Die Blattscheiden bilden einen auffallenden Kronenschaft. Der sehr kurze Blattstiel hat an der Oberseite (adaxial) eine Rinne, die Unterseite ist gerundet, beide Seiten sind dicht behaart. Die Rhachis ist adaxial zunächst flach, zur Spitze hin dann gefurcht, die Unterseite ist gerundet und ist ebenfalls dicht behaart.
Die Fiederblättchen sind lanzettlich, einfach gefaltet, zur Spitze hin verschmälert, dann gestutzt oder leicht gespitzt. Der Blattrand ist gezähnt. An beiden Oberflächen stehen rotbraune bis fahle Schuppen, an der Unterseite und entlang der Adern dichter. Die Mittelrippe tritt deutlich hervor, die randständigen Rippen sind groß, transverse Leitbündel sind nicht erkennbar.

### Blütenstände
Ptychococcus-Arten sind einhäusig getrenntgeschlechtig (monözisch).
Die Blütenstände stehen einzeln unter den Blättern (infrafoliar). Sie sind steif und meist stehen mehrere gruppiert unterhalb des Kronenschafts. Zur Blütezeit stehen sie waagrecht, zur Fruchtreife hängen sie. Im unteren Bereich sind sie dreifach verzweigt, weiter oben weniger stark. Alle Zweige sind dicht schuppig behaart und mit der Zeit verkahlend. Der Blütenstandsstiel ist kurz und gedrungen. Das Vorblatt ist röhrig, seitlich zweikielig und leicht geschnäbelt. Es trägt eine verkahlende Behaarung. Das Hochblatt am Blütenstandsstiel ähnelt dem Vorblatt, ist aber nicht gekielt. Die Blütenstandsachse ist länger als der Stiel und trägt sehr kurze, rundliche Hochblätter, in deren Achseln die Seitenzweige und Rachillae sitzen. Diese, die blütentragenden Achsen, sind eher kurz, manchmal zickzackförmig und tragen kurze rundliche Hochblätter, in denen die großen Blüten in Triaden stehen.

### Blüten
Die männlichen Blüten sind leicht asymmetrisch. Die drei Kelchblätter sind grünlich, nicht verwachsen, imbricat und zur Basis hin gekielt. Die drei Kronblätter sind nicht verwachsen, valvat, oval und kahl oder dicht mit kleinen, häutigen Schuppen bedeckt. Es gibt zahlreiche Staubblätter, meist um die 100 bis 150. Die äußeren Staubfäden sind leicht mit den Kronblättern verwachsen. Die Staubfäden sind cremig-weiß, kurz, ahlenförmig und in der Knospe aufrecht, nicht gekrümmt. Die Staubbeutel sind dorsifix, das heißt die Staubfäden setzen an ihrer Rückseite an. Das Konnektiv ist tanninhaltig. Das Stempelrudiment ist flaschenförmig, wobei der Hals so lang wie die Staubblätter ist. Der Pollen ist ellipsoidisch und asymmetrisch. Die Keimöffnung ist ein distaler Sulcus. Die längste Achse misst 46 bis 66 Mikrometer.
Die weiblichen Blüten sind eiförmig, fahl-grün und zur Anthese kleiner als die männlichen. Die drei Kelchblätter sind nicht verwachsen, imbricat, rundlich und manchmal mit kleinen Haaren bedeckt. Die drei Kronblätter sind ebenfalls nicht verwachsen, breit imbricat mit kurzen, dicken valvaten Spitzen. Sie sind manchmal dicht mit Schuppen besetzt. Sie umfassen selbst zur Anthese das Gynoeceum fest. Es gibt drei Staminodien, die in etwa zu einem niedrigen Halbbecher vereint sind. Das Gynoeceum ist eiförmig, einfächrig und besitzt eine einzelne Samenanlage. Ein Griffel ist nicht ausdifferenziert. Die Samenanlage hängt im Samenfach und ist fünfkantig.
Es ist nicht bekannt, ob männliche oder weibliche Blüten Nektar bilden. Verwandte Palmenarten mit ähnlichem Blütenbau werden von Bienen und anderen Hautflüglern bestäubt.

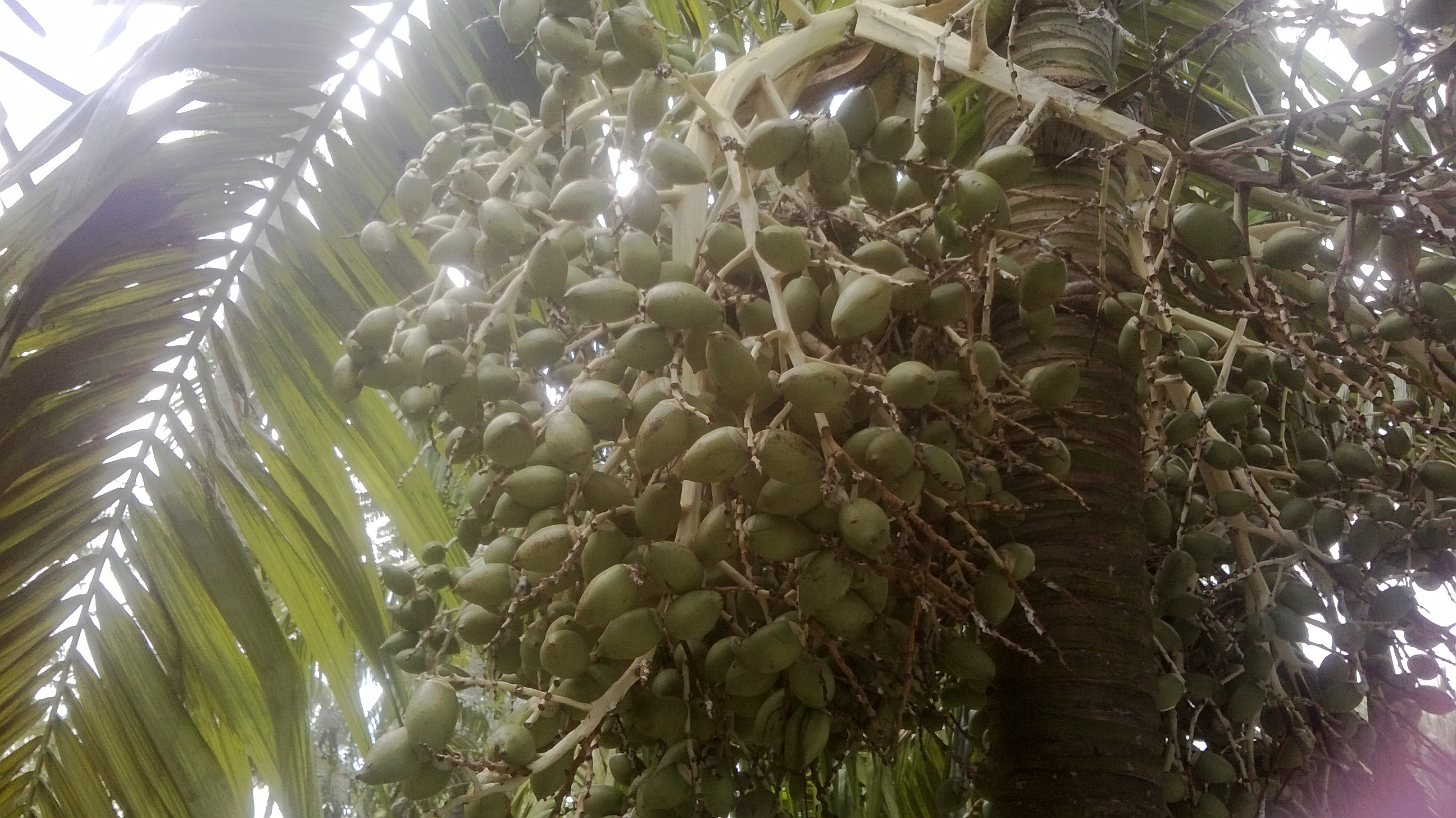
Früchte von Ptychococcus paradoxus

### Früchte und Samen
Die Frucht ist bei einer Länge von bis zu 6 Zentimetern eiförmig, trocken deutlich gefurcht und kantig. Zur Reife ist sie orangefarben bis rot. Die Blütenhülle verbleibt als großer Becher an der Frucht, die Narbenreste liegen etwas exzentrisch. Das Exokarp ist mit kurzen Faserbündeln und Brachysklereiden versehen. Das Mesokarp ist orange, fleischig und enthält tanninhaltige Zellen sowie Leitbündel  ohne Faserscheiden. Das Endokarp hat einen großen Kiel und ist tief gefurcht. Zwischen den Furchen stehen drei seitliche und zwei ventrale Rücken. Die Wand ist hart und dick. Der Samen ist fünflappig, entsprechend dem Endokarp. Die Narbe (Hilum) ist rund und sitzt apikal, die Raphen-Äste sind dünn. Das Endosperm ist homogen mit einer seichten randlichen Furchung, oder es ist tief gefurcht.
Über die Fruchtausbreitung ist nichts bekannt. Jedenfalls zeigen die Früchte Anpassungen an Ausbreitung durch Tiere (Zoochorie). Von ihrer Größe her sind allerdings die meisten fruchtfressenden Vögel auszuschließen. Abgefallene Früchte sollen von Kasuaren gefressen werden.

### Chromosomensätze
Die Chromosomenzahl beträgt 2n = 32.

## Vorkommen
Die Gattung Ptychococcus ist auf Neuguinea und den Bismarck-Archipel beschränkt.
Die Ptychococcus-Arten wachsen im Tiefland wie im Hochland. Im Tiefland kommen sie vor allem im Regenwald entlang von Flüssen vor, im Hochland auf Bergrücken. Beide Arten werden auch rund um Dörfer kultiviert. Ptychococcus lepidotus wird häufig in Friedhöfen angepflanzt. Manche Standorte können auch auf Verwilderung zurückgehen, sodass sich heute das natürliche Verbreitungsgebiet nicht mehr vom durch den Menschen verursachten Verbreitungsgebiet unterscheiden lässt.

## Systematik
Die Gattung Ptychococcus wurde 1885 von Odoardo Beccari in Annales du Jardin Botanique de Buitenzorg, Band 2, Seite 90 aufgestellt.
Die Gattung Ptychococcus Becc. gehört zur Subtribus Ptychospermatinae  der Tribus Areceae in der Unterfamilie Arecoideae innerhalb der Familie Arecaceae.
Es wurden neun Arten beschrieben, Scott Zona hat in seiner Gattungsrevision 2005 nur mehr zwei Arten anerkannt:
- Ptychococcus lepidotus H.E. Moore: Die Heimat ist Papua-Neuguinea.
- Ptychococcus paradoxus (Scheff.) Becc.: Die Heimat ist Papuasien.

## Nutzung
Das harte Holz wird zu Jagdbogen und Speeren verarbeitet. Ebenso wird es als Bauholz verwendet.

## Belege